# Vananaq
Vananaq (persiska: وننق, وَنَنَ, وَنِهنيق) är en ort i Iran.   Den ligger i provinsen Zanjan, i den nordvästra delen av landet, 300 km nordväst om huvudstaden Teheran. Vananaq ligger 2 089 meter över havet och antalet invånare är 781.
Terrängen runt Vananaq är lite bergig. Runt Vananaq är det ganska glesbefolkat, med 47 invånare per kvadratkilometer. Närmaste större samhälle är Armaghānkhāneh, 6,0 km nordväst om Vananaq. Trakten runt Vananaq består i huvudsak av gräsmarker.